# München-Riem
München-Riem (niem: Bahnhof München-Riem) – stacja kolejowa w Monachium, w dzielnicy Trudering-Riem, w kraju związkowym Bawaria, w Niemczech. Leży na linii kolejowej Monachium – Mühldorf. Jest częścią systemy S-Bahn w Monachium.
Według klasyfikacji DB Station&Service ma kategorię 4.

## Historia
Stacja Riem została otwarta 1 maja 1871 wraz z linią kolejową do Mühldorf. W dniu 1 października 1938 został przemianowana na München-Riem. Od 28 maja 1972, obsługuje wyłącznie pociągi S-Bahn w Monachium.

## Linie kolejowe
- Monachium – Mühldorf